# Джавгар Мнарі
Джавгар Мнарі (араб. جوهر المناري; нар. 8 листопада 1976, Монастір) — туніський футболіст, що грав на позиції півзахисника.

## Клубна кар'єра
У дорослому футболі дебютував 2000 року виступами за команду клубу «Монастір».
Своєю грою за цю команду привернув увагу представників тренерського штабу клубу «Есперанс», до складу якого приєднався 2001 року. Відіграв за команду зі столиці Тунісу наступні чотири сезони своєї ігрової кар'єри.
У 2005 році уклав контракт з клубом «Нюрнберг», у складі якого провів наступні п'ять років своєї кар'єри гравця. За цей час виборов титул володаря Кубка Німеччини.
Завершив професійну ігрову кар'єру у клубі «Франкфурт», за команду якого виступав протягом 2010–2011 років.

## Виступи за збірну
У 2002 році дебютував в офіційних матчах у складі національної збірної Тунісу. Протягом кар'єри у національній команді, яка тривала 7 років, провів у формі головної команди країни 44 матчі, забивши 3 голи.
У складі збірної був учасником Кубка африканських націй 2004 року в Тунісі, здобувши того року титул континентального чемпіона, розіграшу Кубка Конфедерацій 2005 року та чемпіонату світу 2006 року, що проходили в Німеччині, Кубка африканських націй 2006 року в Єгипті, а також Кубка африканських націй 2008 року в Гані.

## Титули і досягнення
- Володар Кубка Німеччини (1):

«Нюрнберг»: 2006-07
- Переможець Кубка африканських націй: 2004